# Lina Barksten
Lina Klara Johanna Barksten, född 1 januari 1993, är en svensk handbollsspelare (mittnia).

## Karriär
Lina Barksten började spela handboll i Uddevalla och hade en bra utveckling. Hon kom med i ungdomslandslaget och fick vara med och vinna U20-VM-guld 2012. Hon spelade i Kroppskultur till 2013 då hon valde Önnereds HK i Göteborg. Önnered spelade i elitserien. Lina Barksten gjorde två säsonger i klubben. Hon var en stabil spelare och gjorde första säsongen 92 mål och kom på 16:e plats i skytteligan. Följande år gick det sämre, 38:e plats i skytteligan. 2015 ramlade Önnered ur allsvenskan och Lina Barksten gick till Bjurslätt/Torslanda HK. I en avlutande match i damallsvenskan 2016 stod Lina Barksten för 12 mål mot serievinnarna Skara. Det gick inte så bra för Torslanda/Bjurslätt men efter kval mot IF Hallby klarade man den allsvenska platsen. 2018-2019 blev Barkstens sista säsong i Torslanda HK. I en bortamatch mot OV Helsingborg den 19 januari 2019 kom hon tillbaka efter kort skadeuppehåll och stod för 6 mål för Torslanda. Lina Barksten fortsatte i Torslanda säsongen ut, men klubben åkte ur damallsvenskan, och  då valde hon att börja spela för Kärra HF som kvalificerat sig för damallsvenskan. 2021 slutade hon spela för Kärra HF,

### Landslagsspel
Lina Barksten har gjort 17 U-landskamper och 14 mål i landslagströjan. Främsta meriten är VM-guldet 2012 med U20-laget. Lina Barksten har inte rönt så stor uppmärksamhet nationellt, men 2016 blev hon uttagen till landslagsläger i beachhandboll efter att ha vunnit SM-guld 2016. 2019 spelade Lina Barksten fortfarande i beachhandbollslandslaget.

## Meriter
- VM-guld 2012 med Sveriges U20-landslag
- SM-guld Beachhandboll 2016